# Pasieczniki Duże
Pasieczniki Duże (do 31 grudnia 2002 Pasieczniki Wielkie) – wieś w Polsce położona w województwie podlaskim, w powiecie hajnowskim, w gminie Hajnówka. 
W latach 1975–1998 miejscowość administracyjnie należała do województwa białostockiego. 1 stycznia 2003 nastąpiła zmiana nazwy wsi z Pasieczniki Wielkie na Pasieczniki Duże.

## Części wsi

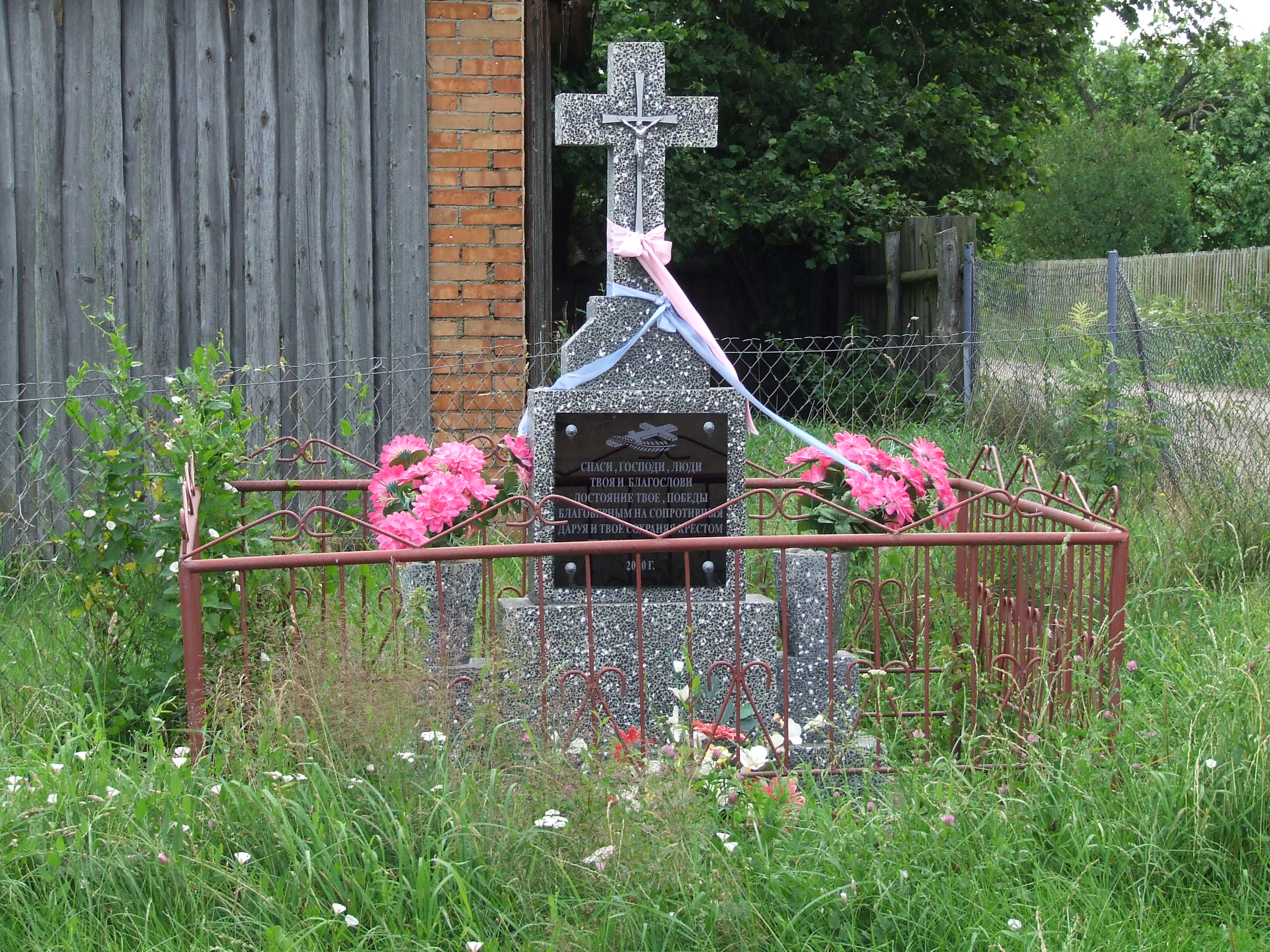
Krzyż przydrożny w Pasiecznikach Dużych

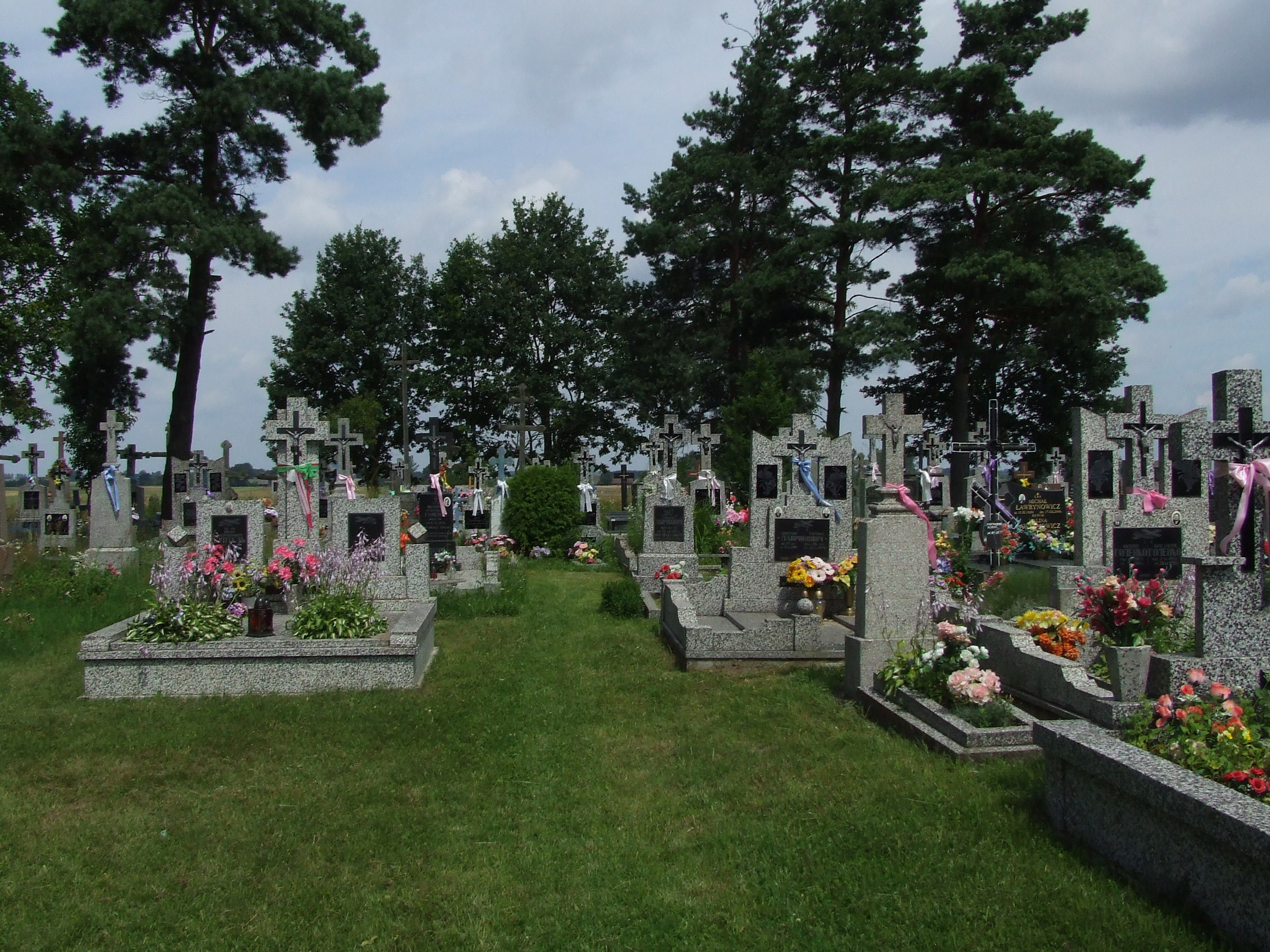
Cmentarz

| SIMC    | Nazwa              | Rodzaj     |
| ------- | ------------------ | ---------- |
| 0030018 | Koło Ondronowych   | część wsi  |
| 0030024 | Lewusie            | część wsi  |
| 0030030 | Mikołaj            | część wsi  |
| 0030099 | Mikołajowy Las     | przysiółek |
| 0030047 | Ondronowe          | część wsi  |
| 0030053 | Onoprejczyk        | część wsi  |
| 0030107 | Pasieczniki-Stebki | przysiółek |
| 0030060 | Petrukowszczyzna   | część wsi  |
| 0030076 | Sawka              | część wsi  |
| 0030082 | Stebki             | część wsi  |

## Opis
Prawosławni mieszkańcy wsi należą do parafii Wniebowstąpienia Pańskiego w Orzeszkowie, a wierni kościoła rzymskokatolickiego do parafii Podwyższenia Krzyża Świętego i św. Stanisława, Biskupa i Męczennika w Hajnówce.
We wsi znajduje się cmentarz prawosławny założony w XX wieku. 
Według stanu z 31 grudnia 2012 mieszkało tu 128 stałych mieszkańców.